# Marisha Pessl
Marisha Pessl, née le 26 octobre 1977 à Clarkston dans le  Michigan, est une écrivaine américaine.

## Biographie
Née d'un père autrichien et d'une mère américaine, professeur d'anglais, elle a grandi en Caroline du Nord. Après des études littéraires à l'université Columbia, elle travaille comme consultante financière à Londres, au sein de PricewaterhouseCoopers.
Elle écrit à partir de 2001 ; son quatrième roman (mais premier publié), La Physique des catastrophes, a été élu comme l'un des meilleurs livres de l'année 2006 par le New York Times. Il a été couronné du prix Millepages en décembre 2007.

## Œuvres
- La Physique des catastrophes, traduit par Laetitia Devaux, éd. Gallimard, 2007, 614 pages  (ISBN 978-2-07-077620-7)
- Intérieur nuit, traduit par Clément Baude, éd. Gallimard, 2015, 720 pages  (ISBN 978-2-07-014476-1)
- Neverworld Wake, Delacorte Press, 2018  (ISBN 9780399553929)
- Le Matin de Neverworld, traduit part Laetitia Devaux, éd Gallimard Jeunesse, 2019, 320 pages  (ISBN 9782075122658)